# Dora Eleonore Behrend
Dora Eleonore Behrend (* 1. Juni 1877 in Preußisch Arnau, Kr. Königsberg; † nach 1945) war eine deutsche Schriftstellerin.

## Leben
Dora Eleonore Behrend war Tochter des Danziger Gutsbesitzers Raimund Behrend und seiner Frau Martha (1841–1912), Tochter des Bankiers Rudolph Oppenheim. Sie war im Besitz des Gut Arnau, das früher Theodor von Schön gehört hatte. Behrend wuchs mit ihren zwei Brüdern in gutsituierten Verhältnissen auf. Zunächst studierte sie in München Malerei. Dann ging sie nach Berlin, wo sie im Haus des Arztes Ernst von Leyden lebte, eines Schwagers ihrer Mutter. Dort widmete sie sich dem Studium der Musik. Danach kehrte sie nach Ostpreußen zurück. Sie heiratete nicht, adoptierte jedoch ein Waisenkind. Es handelte sich um ein Mädchen im Säuglingsalter, das sie 1914 in dem als Flüchtlingsunterkunft dienenden Börsenkeller in Königsberg bemerkt hatte. Dort hatte es sein Bruder nach dem Tod der Eltern abgegeben. 
Nachdem Behrends Vater gestorben war, erbte ihr Bruder das Gut Arnau; er starb jedoch ebenfalls bald. Am Tag seiner Beerdigung brannte das Haus ab und das Gut wurde verkauft. Von ihrem Erbteil kaufte sich Behrend das kleine Gut Lauth am Lauther See. Sie lebte sowohl auf diesem Besitztum nahe Königsberg als zeitweise auch in Königsberg selbst. Erst in dieser Zeit erkannte sie ihre schriftstellerische Begabung.
1926 debütierte Dora Eleonore Behrend mit dem Roman Der Heilige. Danach erschienen zahlreiche weitere Bücher in verschiedenen etablierten Verlagen, die bei dem zeitgenössischen Publikum beliebt waren und zur gehobenen Unterhaltungsliteratur zählten. Zu den bekanntesten gehörten die Erzählung Der Leutnant und die Wiesenschnarre (1936) und der Roman Rose aus dem Werder (1940). Zuletzt erschien 1942 ihr Roman Spätsonne. Frieda Magnus-Unzer lobte Behrends Werke, sie seien „voller Geist und Lebensgenuß, voll von starken Konflikten und gewagten Entschlüssen“. Da sie zum Teil jüdischer Herkunft war, lebte sie mit dem Aufkommen des Nationalsozialismus in Angst. „Ihre halbjüdische Herkunft verdunkelte ihre letzten Jahre.“ Sie erkrankte an einer schweren psychischen Störung und starb bald nach der Flucht und Vertreibung Deutscher aus Mittel- und Osteuropa 1945–1950. Ihr genauer Todestag ist nicht bekannt.

## Werke
- Der Heilige. Der Roman einer Jugendfreundschaft. (Roman) Brunnen-Verlag Karl Winckler, Berlin 1926[6].
- Das Haus Tartinien und sein Ende. (Roman).  Brunnen-Verlag Karl Winckler, Berlin 1927.
- Die Versprengten. (Roman). Brunnen-Verlag Bischoff, Berlin 1933.
- Schlösser des Ostens. (Skizzen) Gräfe und Unzer, Königsberg 1934.[7]
- Der Leutnant und die Wiesenschnarre (Erzählung). S. Fischer, Berlin 1936.
- Die Allee (Roman). Schünemann, Bremen 1939.
- Sabine Grunelius (Roman). Union, Stuttgart 1937[8].
- Der brennende Sommer (Roman). Schünemann, Bremen 1938.
- Nikola. Vobach, Leipzig 1940.
- Rose aus dem Werder. Roman der Biedermeierzeit. Pustet, Salzburg 1940.
- Die versunkene Stadt. Jura und die Schwäne. Zwei Novellen. Schünemann, Bremen 1940.
- Die Reise nach Rheinsberg (Novelle). Steirische Verl. Anst., Graz 1942.
- Luise Irving. Der Schicksalsweg einer Frau (Roman). Keyser, Erfurt 1942.
- Spätsommer (Roman). Suhrkamp, Berlin 1942.
- Spätsonne Suhrkamp, Berlin 1942.